# Tympanosporium parasiticum
Tympanosporium parasiticum är en svampart som beskrevs av W. Gams 1974. Tympanosporium parasiticum ingår i släktet Tympanosporium, divisionen sporsäcksvampar och riket svampar.   Inga underarter finns listade i Catalogue of Life.